# Бунроку
Бунроку (яп. 文禄 бунроку, письменное пожалование) — девиз правления (нэнго) японского императора Го-Ёдзэя, использовавшийся с 1593 по 1596 год .

## Продолжительность
Начало и конец эры:
- 8-й день 12-й луны 20-го года Тэнсё (по григорианскому календарю — 10 января 1593);
- 27-й день 10-й луны 5-го года Бунроку (по григорианскому календарю — 16 декабря 1596).

## Происхождение
Название нэнго было заимствовано из классического древнекитайского сочинения «Души Тундянь» (кит. 杜氏通典, пиньинь Dùshì tōng diǎn):「凡京文武官、毎歳給禄」.

## События
- 1589—1595 годы (17-й год Тэнсё — 4-й год Бунроку) — Хидэёси проводит реформу сельского хозяйства[6];
- 1592 год (1-й год Бунроку) — начало Имдинской войны[7];
- 1592 год (1-й год Бунроку) — Огасавара Садаёри доложил об открытии островов Бонин; новые земли были пожалованы ему в качестве поместья по приказу Тоётоми Хидэёси[8];
- 1592 год (1-й год Бунроку) — для оплаты военных авантюр Тоётоми Хидэёси начали чеканить серебряные монеты бунроку цухо, диаметром 23,25 мм и весом 1 моммэ (примерно 3,75 г). Были выпущены также и медные монеты, но до наших дней они не сохранились[6];
- 1593 (2-й год Бунроку) — у Хидэёси родился сын и возможный наследник, Тоётоми Хидэёри[9];
- 1594 год (3-й год Бунроку) — завершено строительство замка Фусими, новой резиденции Тоётоми Хидэёси;
- 1594 год (3-й год Бунроку) — проведение переписи земли и составление соответствующего кадастра;
- 1595 год (4-й год Бунроку) — Тоётоми Хидэцугу теряет своё положение и власть[10];
- 1596 год (5-й год) — большое землетрясение в провинции Бунго, в результате которого остров Урюдзима поглотило море. Землетрясение в регионе Кинки. Разрушен замок Фусими.

## Сравнительная таблица
Ниже представлена таблица соответствия японского традиционного и европейского летосчисления. В скобках к номеру года японской эры указано название соответствующего года из 60-летнего цикла китайской системы гань-чжи. Японские месяцы традиционно названы лунами.
| 1-й год Бунроку (Водяной Дракон)    | 1-я луна        | 2-я луна*  | 3-я луна  | 4-я луна* | 5-я луна* | 6-я луна  | 7-я луна*  | 8-я луна                | 9-я луна*   | 10-я луна             | 11-я луна  | 12-я луна      |                |
| ----------------------------------- | --------------- | ---------- | --------- | --------- | --------- | --------- | ---------- | ----------------------- | ----------- | --------------------- | ---------- | -------------- | -------------- |
| Григорианский календарь             | 13 февраля 1592 | 14 марта   | 12 апреля | 12 мая    | 10 июня   | 9 июля    | 8 августа  | 6 сентября              | 6 октября   | 4 ноября              | 4 декабря  | 3 января 1593  |                |
| Юлианский календарь                 | 3 февраля 1592  | 4 марта    | 2 апреля  | 2 мая     | 31 мая    | 29 июня   | 29 июля    | 27 августа              | 26 сентября | 25 октября            | 24 ноября  | 24 декабря     |                |
| 2-й год Бунроку (Водяная Змея)      | 1-я луна*       | 2-я луна   | 3-я луна* | 4-я луна  | 5-я луна* | 6-я луна* | 7-я луна   | 8-я луна*               | 9-я луна*   | 9-я луна (високосная) | 10-я луна  | 11-я луна      | 12-я луна*     |
| Григорианский календарь             | 2 февраля 1593  | 3 марта    | 2 апреля  | 1 мая     | 31 мая    | 29 июня   | 28 июля    | 27 августа              | 25 сентября | 24 октября            | 23 ноября  | 23 декабря     | 22 января 1594 |
| Юлианский календарь                 | 23 января 1593  | 21 февраля | 23 марта  | 21 апреля | 21 мая    | 19 июня   | 18 июля    | 17 августа              | 15 сентября | 14 октября            | 13 ноября  | 13 декабря     | 12 января 1594 |
| 3-й год Бунроку (Деревянная Лошадь) | 1-я луна        | 2-я луна   | 3-я луна* | 4-я луна  | 5-я луна* | 6-я луна* | 7-я луна   | 8-я луна*               | 9-я луна*   | 10-я луна             | 11-я луна  | 12-я луна*     |                |
| Григорианский календарь             | 20 февраля 1594 | 22 марта   | 21 апреля | 20 мая    | 19 июня   | 18 июля   | 16 августа | 15 сентября             | 14 октября  | 12 ноября             | 12 декабря | 11 января 1595 |                |
| Юлианский календарь                 | 10 февраля 1594 | 12 марта   | 11 апреля | 10 мая    | 9 июня    | 8 июля    | 6 августа  | 5 сентября              | 4 октября   | 2 ноября              | 2 декабря  | 1 января 1595  |                |
| 4-й год Бунроку (Деревянная Коза)   | 1-я луна        | 2-я луна   | 3-я луна  | 4-я луна* | 5-я луна* | 6-я луна  | 7-я луна*  | 8-я луна                | 9-я луна*   | 10-я луна*            | 11-я луна  | 12-я луна      |                |
| Григорианский календарь             | 9 февраля 1595  | 11 марта   | 10 апреля | 10 мая    | 8 июня    | 7 июля    | 6 августа  | 4 сентября              | 4 октября   | 2 ноября              | 1 декабря  | 31 декабря     |                |
| Юлианский календарь                 | 30 января 1595  | 1 марта    | 31 марта  | 30 апреля | 29 мая    | 27 июня   | 27 июля    | 25 августа              | 24 сентября | 23 октября            | 21 ноября  | 21 декабря     |                |
| 5-й год Бунроку (Огненная Обезьяна) | 1-я луна*       | 2-я луна   | 3-я луна  | 4-я луна* | 5-я луна  | 6-я луна* | 7-я луна   | 7-я луна (високосная) * | 8-я луна    | 9-я луна*             | 10-я луна  | 11-я луна*     | 12-я луна      |
| Григорианский календарь             | 30 января 1596  | 28 февраля | 29 марта  | 28 апреля | 27 мая    | 26 июня   | 25 июля    | 24 августа              | 22 сентября | 22 октября            | 20 ноября  | 20 декабря     | 18 января 1597 |
| Юлианский календарь                 | 20 января 1596  | 18 февраля | 19 марта  | 18 апреля | 17 мая    | 16 июня   | 15 июля    | 14 августа              | 12 сентября | 12 октября            | 10 ноября  | 10 декабря     | 8 января 1597  |

* звёздочкой отмечены короткие месяцы